# MTV Unplugged (álbum de Camila)
MTV Unplugged es el nombre del un álbum en vivo del grupo de pop/rock mexicano Camila. Fue grabado el miércoles 23 de junio de 2010 en el Teatro París de Miami Beach, Florida y fue lanzado sólo en formato digital. Es la primera banda en grabar un MTV Unplugged producido exclusivamente por MTV tr3s. 
El show presenta los temas más emblemáticos de la banda que en ese entonces contaba con solo dos discos en su trayectoria, además, se caracterizó por prescindir de la batería, ya que luego del ensayo final, el baterista se lesionó un brazo y no pudo tocar.

## Canciones
| N.º   | Título | Escritor(es)                                                      | Duración |  |
| 1.    | «Mientes» | Mario Domm, Mónica Vélez                                          | 4:18     |  |
| 2.    | «Medley» - Tocando Fondo (Interpretada originalmente por Kalimba) - Volverte a Amar (Interpretada originalmente por Alejandra Guzmán) - Equivocada (Interpretada originalmente por Thalia)» | Erik Guecha, M. Domm / A. Guzmán, M. Domm / María Bernal, M. Domm | 5:06     |  |
| 3.    | «Coleccionista de canciones» | M. Domm, Paulyna Carraz                                           | 4:47     |  |
| 4.    | «Aléjate de mí» | M. Domm                                                           | 4:25     |  |
| 5.    | «Todo cambió» | M. Domm                                                           | 3:55     |  |
| 6.    | «Bésame» | M. Domm, M. Vélez                                                 | 4:10     |  |
| 7.    | «Solo para ti» | M. Domm                                                           | 3:15     |  |
| 8.    | «De mí» | M. Domm                                                           | 4:57     |  |
| 33:33 | |                                                                   |          |  |